# Feinstaubplakette
Feinstaubplakette (fintstøvsmærkat) eller Umweltplakette (miljømærkat) betegner et klistermærke, som angiver hvilken miljøklasse et køretøj har i henhold til tysk miljølovgivning. Mærket er obligatorisk ved kørsel i tyske byer med miljøzoner (tysk: Umweltzone), og skal være anbragt i nederste højre side af forruden på køretøjet (set fra førersædet). Der findes mange undtagelser fra brugen af dette mærke.
- Rødt for miljøklasse 2
- Gult for miljøklasse 3
- Grønt for miljøklasse 4